# South Charleston (Virginia Occidentale)
South Charleston è una città industriale degli Stati Uniti d'America, situata nella contea di Kanawha, nello Stato della Virginia Occidentale.

## Galleria d'immagini

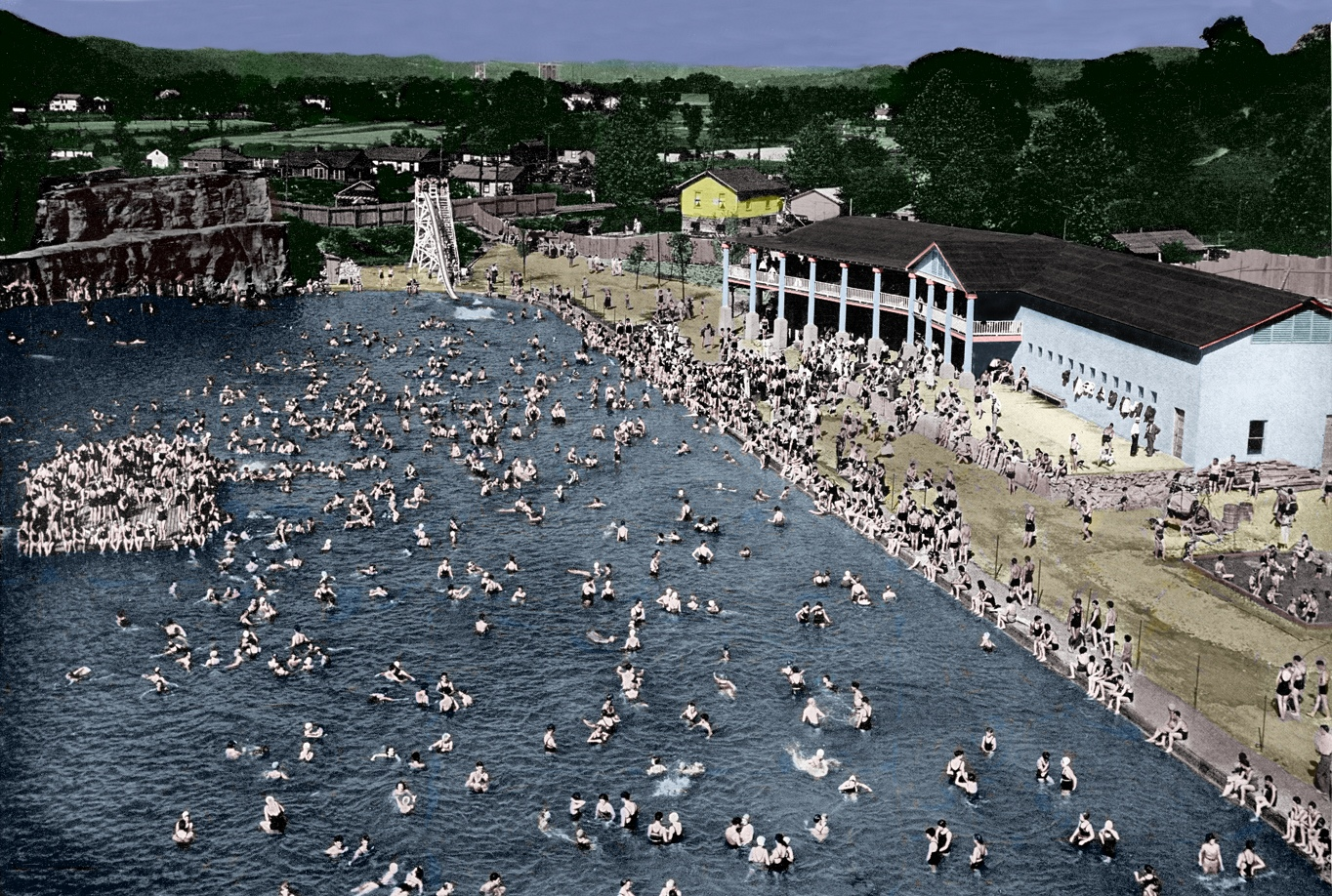
Bagnanti nel Rock Lake nel 1949
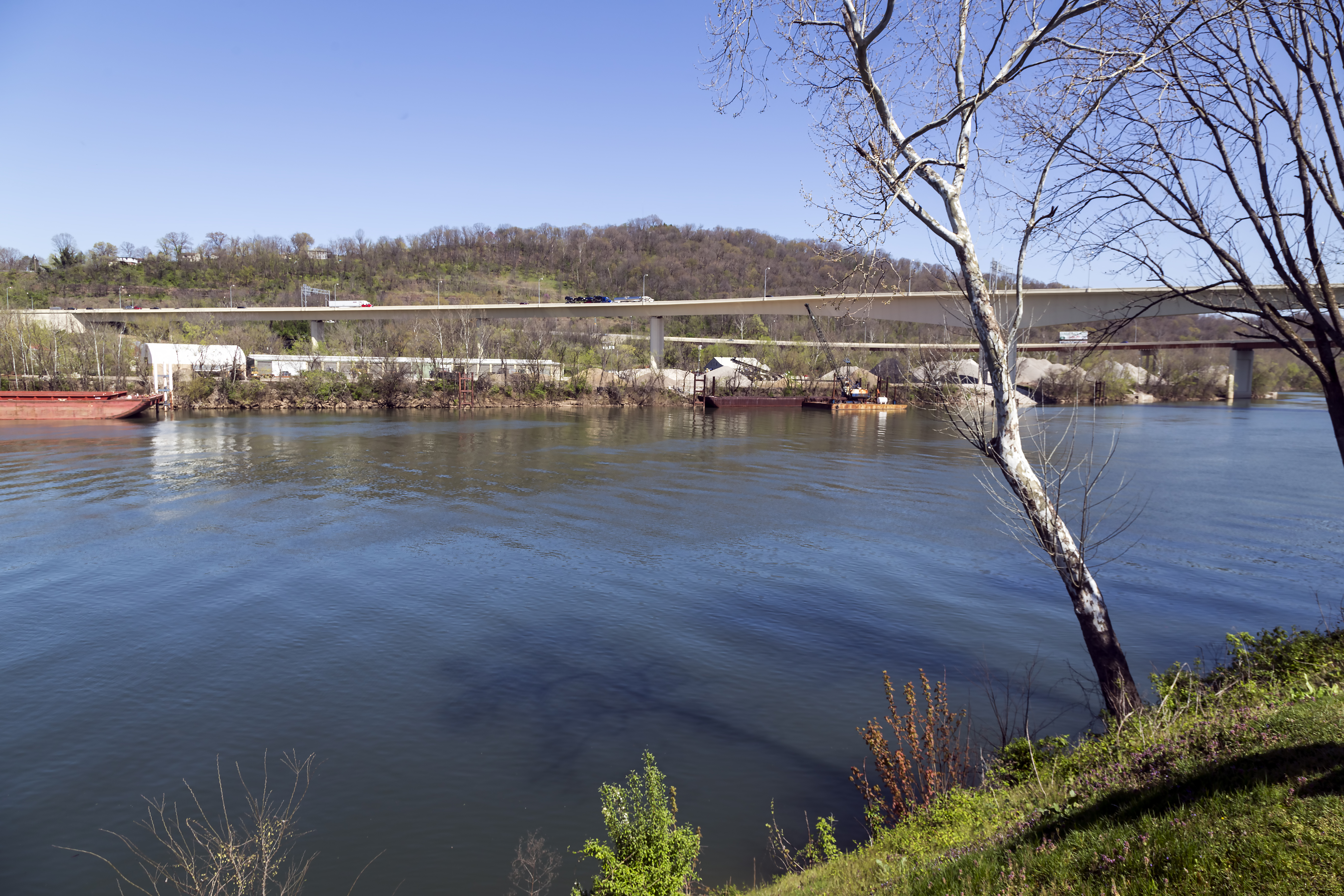
Il fiume Kanawha
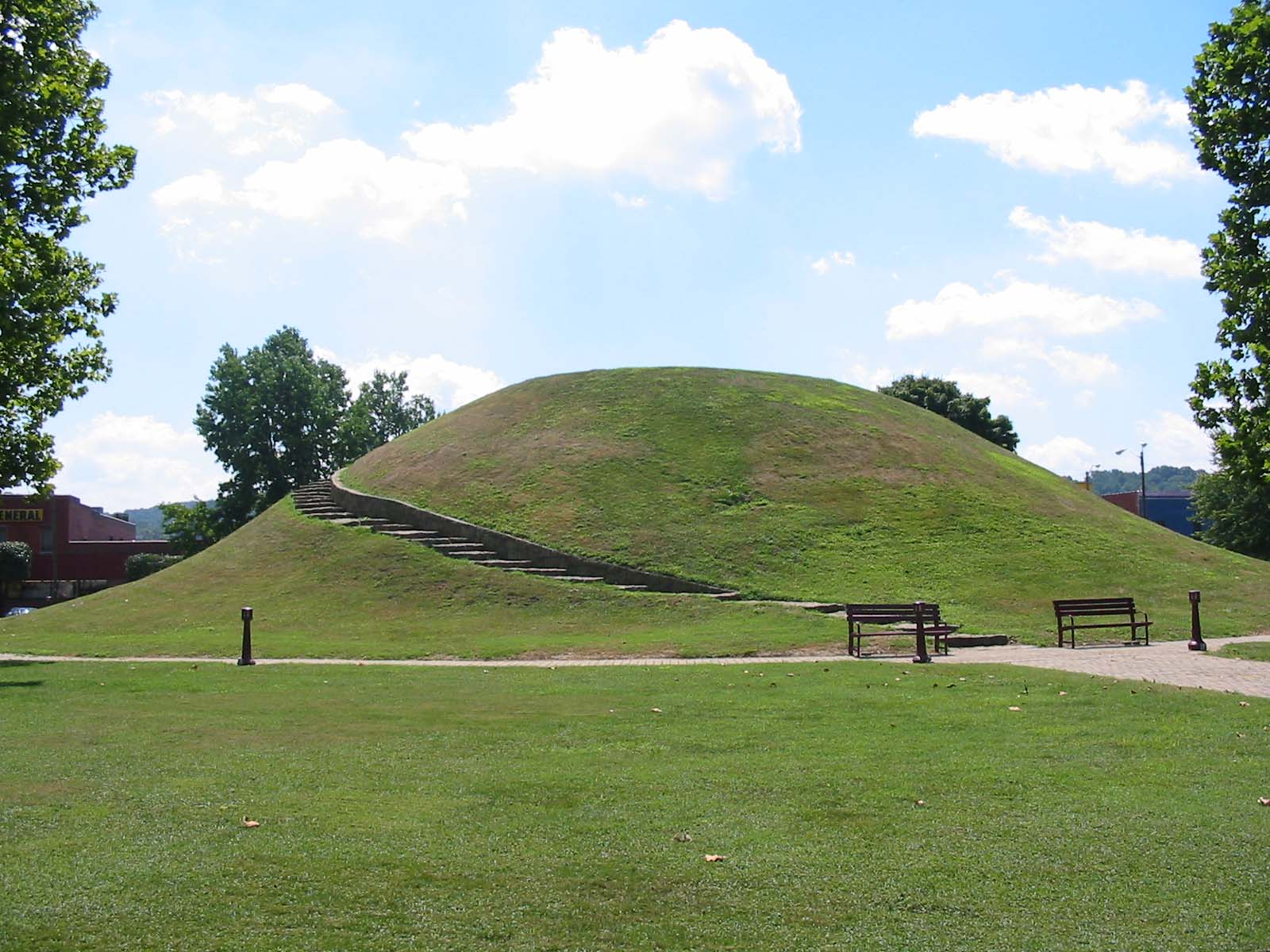
Il Criel Mound, monumento storico nazionale, tumulo cimiteriale dei Nativi precolombiani della Cultura di Adena